# Campeonato de Fórmula Regional Indiana
O Campeonato de Fórmula Regional Indiana é um campeonato indiano de corridas de monopostos realizado sob os regulamentos de carros da Fórmula Regional, que é certificada pela Federação Internacional de Automobilismo (FIA). Essa categoria é organizadA pela Racing Promotions Pvt Ltd. A temporada inaugural foi realizada em 2022.